# Mark Roberts (actor)
Mark Roberts ( Denver, Estados Unidos, 9 de junio de 1921 – Los Ángeles, Estados Unidos, 5 de enero de 2006) fue un actor teatral, cinematográfico y televisivo estadounidense, que actuó en un total de más de 100 películas entre 1938 y 1994, según Internet Movie Database. En algunas producciones actuó con los nombres artísticos de Bob Scott, Robert E. Scott, o Robert Scott.  

## Biografía
A native of Denver, Colorado, Roberts debutó en el cine con Brother Rat, un film de 1938 dirigido por William Keighley y protagonizado por Ronald Reagan en el que hacía un papel sin créditos, el de Tripod Andrews. Tras ello, y con el nombre de Robert Scott, trabajó en tres películas antes de obtener su primer y único papel protagonista en el serial de Columbia Pictures producido en 1944 Black Arrow.
Durante la Segunda Guerra Mundial, Roberts sirvió en las Fuerzas Aéreas del Ejército de los Estados Unidos y, tras su licenciamiento, actuó con el nombre de Mark Roberts.
Roberts actuó, aunque sin aparecer en los créditos, en el clásico de 1946 rodado por Frank Capra Qué bello es vivir, película en la cual él y Carl Switzer interpretaban a Mickey y Freddie Othello, dos personajes que abren el suelo de un gimnasio exponiendo la piscina que se encuentra debajo, en la cual caen James Stewart y Donna Reed.
Posteriormente Roberts se hizo una cara familiar por su trabajo en series televisivas dramáticas y de acción. Así, interpretó al periodista Hildy Johnson en la serie de 1949-1950 The Front Page, y en la temporada 1960-1961 trabajó junto a Stephen Dunne (1918–1977) en The Brothers Brannagan.
La última actuación de Roberts para la pantalla tuvo lugar en la sitcom de 1994 Monty.
Mark Roberts falleció en 2006 en Los Ángeles, California. Tenía 84 años de edad.

## Selección de actuaciones

### Cine
- Brother Rat (1938)
- The Crime Doctor's Courage (1945)

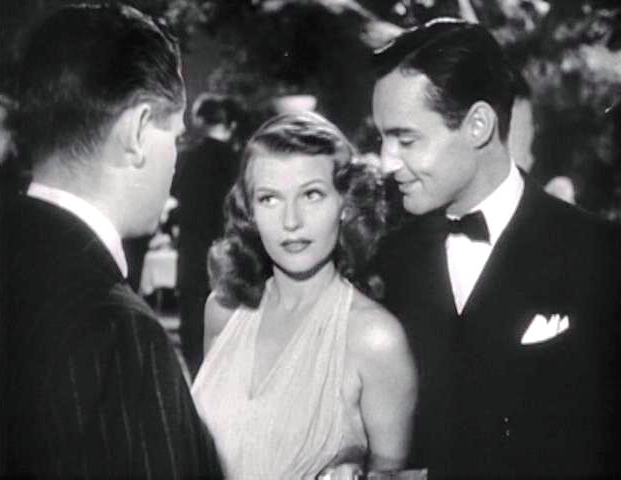
(Glenn Ford), Rita Hayworth, Mark Roberts en Gilda

- A Close Call for Boston Blackie (1946)
- The Unknown (1946)
- Blondie (1945)
- The Notorious Lone Wolf (1946)
- Gilda (1946)
- Shadowed (1946)
- Qué bello es vivir (1946)
- Dead Reckoning (1947)
- The Unknown Man (1951)
- The Pride of St. Louis (1952)
- The Buster Keaton Story (1957)
- Last Train from Gun Hill (1959)

### Seriales
- Black Arrow (1944)

### Programas televisivos
- Kraft Television Theatre (1949–1958)
- Miss Susan (1951)
- Three Steps to Heaven (1953)
- The Philco Television Playhouse (1954)
- Studio One (1954)
- Robert Montgomery Presents (1955)
- The Alcoa Hour (1955)
- Letter to Loretta (1956–1960)
- Cheyenne (1957)
- Gunsmoke (1957)
- Perry Mason (1957–1965)
- The Millionaire (1958)
- Richard Diamond, Private Detective (1958)
- M Squad (1959)
- 77 Sunset Strip (1959)
- Alcoa Presents: One Step Beyond (1960)
- Surfside 6 (1961)
- Adventures in Paradise (1961)
- Follow the Sun (1962)
- The Outer Limits (1963)
- General Hospital (1963)
- Twelve O'Clock High (1966)
- The F.B.I. (1966–1969)
- Los invasores (1967)
- Ironside (1968)
- Dan August (1970–1971)
- Barnaby Jones (1973–1975)
- Doctors' Hospital (1976)
- The Rockford Files (1978)
- Dinastía (1987)
- Dark Justice (1993)